# Amazonki (zespół muzyczny)
Amazonki – polski zespół wokalny założony w styczniu 1968 r. przez Jana Janikowskiego, wcześniej kierownika muzycznego Filipinek.
Zespół zadebiutował 1 kwietnia 1968 r. w Radiowej Giełdzie Piosenki. Następnie na KFPP ’69 w Opolu zdobył nagrodę za debiut. Liderką nowo utworzonej grupy została wokalistka i kompozytorka Halina Żytkowiak (rozstała się z Amazonkami jesienią 1969 r.).
Poza występami krajowymi zespół często koncertował za granicą (ZSRR, Mongolia, NRD). 
Jako tercet w składzie: Jolanta Dąbrowska, Wanda Herring, Elżbieta Kusiakowska, Amazonki wyjechały z Janikowskim do Stanów Zjednoczonych, na występy w tamtejszych klubach polonijnych. Tam też w 1983 r. zespół rozwiązał się.

## Twórczość

### Najpopularniejsze piosenki
- A mnie w to graj (muz. Jan Janikowski, sł. Jan Świąć)
- Amazonki i wiatr (muz. Jan Janikowski, sł. Włodzimierz Patuszyński)
- Coś ci trzeba podpowiedzieć (muz. Andrzej Korzyński, sł. Zbigniew Zapert i Zbigniew Kaszkur)
- Coś jeszcze (muz. Andrzej Korzyński, sł. Zbigniew Zapert i Zbigniew Kaszkur)
- Każdy chciałby się zakochać
- Kiedy nadejdzie czas (muz. Andrzej Spol, sł. Roman Ferst)
- Kochankowie z Werony (muz. Jan Janikowski, sł. Włodzimierz Patuszyński)
- Mamo, mamo kochana
- Miłość latem obrodziła (muz. Jan Janikowski, sł. Włodzimierz Patuszyński)
- Nie zatrzymuj na mnie wzroku (muz. Jan Janikowski, sł. Zbigniew Kaszkur)
- Szukam chłopca sowizdrzała (muz. Jan Janikowski, sł. Jan Świąć)
- To ja jestem tą dziewczyną
- Wakacyjna miłość (muz. Andrzej Korzyński, sł. Zbigniew Zapert i Zbigniew Kaszkur)
- Motyle (muz. Halina Żytkowiak, sł. M. Piekarski)

### Dyskografia
- 1969 – Motyle (z piosenkami Miłość latem obrodziła, Wakacyjna miłość, Nie zatrzymuj na mnie wzroku), Polskie Nagrania „Muza” N0556
- 1971 – Dla tych co na morzu (z piosenkami Oczy czarne - parafraza, A mnie w to graj, Umówmy się tak), Pronit N0665
- 1976 – płyta z utworami: Mamo, mamo kochana, To ja jestem tą dziewczyną, Każdy chciałby się zakochać, Polskie Nagrania Muza N0758